# 松ケ島
松ケ島（まつがしま）は、千葉県市原市の五井地区にある大字及び町丁。現行行政地名は大字松ケ島と松ケ島一丁目及び松ケ島二丁目。郵便番号は290-0035。

## 概要
千葉県市原市の五井地区にある大字及び町丁である。組合施行の土地区画整理事業による2002年11月1日の換地処分に伴い町丁が新設された。北は五井西、東は出津、南は飯沼及び青柳、西は青柳北と接する。

## 歴史

### 沿革
- 1963年（昭和38年）5月1日 - 市原市市制施行に伴い市原市五井地区の一部となる[7]。
- 1990年（平成2年）10月5日 - 松ケ島土地区画整理事業認可[7]。
- 2002年（平成14年）11月1日 - 換地処分に伴い松ケ島一丁目及び松ケ島二丁目が新設[7]。

## 世帯数と人口
2023年（令和5年）4月1日現在の世帯数と人口は以下の通りである。
| 町丁字       | 世帯数    | 人口    | 人口  | 人口   | 人口     | 人口     | 人口  | 人口   | 世帯人員 |
| 町丁字       | 世帯数    | 総数    | 若年  | 若年   | 生産年齢 | 生産年齢 | 高齢  | 高齢   | 世帯人員 |
| ------------ | --------- | ------- | ----- | ------ | -------- | -------- | ----- | ------ | -------- |
| 松ケ島       | 424世帯   | 862人   | 108人 | 12.53% | 551人    | 63.92%   | 203人 | 23.55% | 2.03人   |
| 松ケ島一丁目 | 254世帯   | 573人   | 68人  | 11.87% | 436人    | 76.09%   | 69人  | 12.04% | 2.26人   |
| 松ケ島二丁目 | 412世帯   | 1,000人 | 135人 | 13.50% | 720人    | 72.00%   | 145人 | 14.50% | 2.43人   |
| 合計         | 1,090世帯 | 2,435人 | 311人 | 12.77% | 1,707人  | 70.10%   | 417人 | 17.13% | 2.23人   |

## 通学区域
市立小学校・市立中学校と県立高等学校の通学区域は以下の通りである。
| 大字・町丁   | 番地 | 小学校             | 中学校             | 県立高校 |
| ------------ | ---- | ------------------ | ------------------ | -------- |
| 松ケ島       | 全域 | 市原市立千種小学校 | 市原市立千種中学校 | 第9学区  |
| 松ケ島一丁目 | 全域 | 市原市立千種小学校 | 市原市立千種中学校 | 第9学区  |
| 松ケ島二丁目 | 全域 | 市原市立千種小学校 | 市原市立千種中学校 | 第9学区  |